# Ressurreição de Cristo (Rafael)
Ressurreição de Cristo, também conhecida como Ressurreição Kinnaird, é uma pintura a óleo sobre madeira do mestre do renascimento italiano Rafael. A obra é uma das primeiras pinturas conhecidas do artista, executada entre 1499 e 1502. É provável que seja um elemento de uma predela, tendo-se aventado a hipótese do painel ser uma das obras remanescentes do retábulo de San Nicola da Tolentino, a primeira encomenda documentada de Rafael (seriamente danificada por um sismo em 1789, e cujos fragmentos estão hoje dispersos por vários museus da Europa).
A Ressurreição Kinnaird é uma das primeiras obras conservadas de Rafael em que já se prenuncia a natureza dramática de seu estilo compositivo, em oposição à poética branda de seu mestre, Pietro Perugino. A composição, extremamente racional, é regida por uma complexa geometrização ideal, que interliga todos os elementos da cena e lhe confere uma peculiar animação rítmica, transformando as personagens do painel em co-protagonistas de uma única "coreografia". É possível notar na pintura a influência estética de Pinturicchio e Melozzo da Forlì, embora a orquestração espacial da obra, tendente ao movimento, permita supor o conhecimento por parte de Rafael do ambiente artístico florentino, já por volta de 1500.
A obra, de uma fortuna crítica bastante contrastada, foi adquirida pelo Museu de Arte de São Paulo em 1954. Pietro Maria Bardi, então diretor do museu, assumiu a responsabilidade de incorporar a Ressurreição Kinnaird ao corpus de obras de Rafael, tomando por base a existência de dois estudos preparatórios para a composição, iniciando um acalorado debate sobre sua autoria. Atualmente, a atribuição a Rafael é quase consensualmente aceita pelos especialistas. É a única obra do artista conservada no hemisfério sul.

## Iconografia

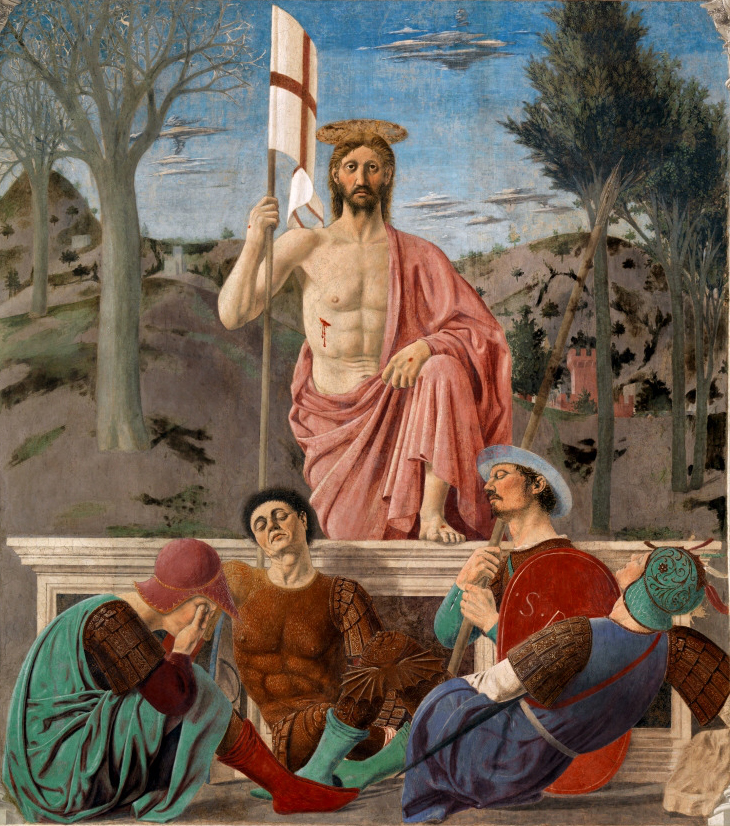
Piero della Francesca. Ressurreição de Cristo, 1463. Pinacoteca Comunale, Sansepolcro.

A produção de imagens ancoradas na temática hierática e, sobretudo, na emblemática figura do Cristo, remonta às representações artísticas da Alta Idade Média, documentadas a partir do século III. No período paleocristão, a concepção iconográfica de Jesus encontra-se representada quase que exclusivamente na figura do Cristo como o “Bom Pastor”. O enriquecimento da cultura iconográfica cristã após a promulgação do Édito de Milão permitiu a ampliação dos ciclos narrativos.
Na Baixa Idade Média, a predominância da figura de Cristo como “bom pastor” foi sendo progressivamente substituída pela do “cordeiro em sacrifício”, abrindo espaço para as representações do episódio da ressurreição. A fonte primária do tema é o Evangelho de João (capítulos 20 e 21), em que se narra de forma concisa o fenômeno da ressurreição e da aparição de Jesus a Maria Madalena.
A cena do Cristo ressuscitado, ostentando o estandarte da ressurreição, e elevando-se sobre o sarcófago na presença dos soldados – alternativamente retratados inconscientes, fascinados ou espantados diante do fenômeno que observam –, tornou-se relativamente freqüente na cultura pictórica do renascimento. Artistas como Perugino e Piero della Francesca dedicaram-se ao tema, que, ademais, encontra ressonâncias para além das fronteiras italianas, notadamente na Alemanha, em obras de Matthias Grünewald e Albrecht Altdorfer.[carece de fontes?]
A Ressurreição Kinnaird, no entanto, aparenta ser a única representação do episódio pintada por Rafael. Em seu último ano de vida, o artista chegou a receber uma encomenda de uma cena noturna da ressurreição, para decorar a capela de Agostino Chigi, importante mecenas do renascimento, em Santa Maria della Pace, Roma. Devido à morte precoce do pintor, aos 37 anos, a obra jamais foi realizada. Conservam-se, no entanto, alguns de seus estudos para a encomenda.

## Contexto geral

### A juventude de Rafael e suas primeiras obras
Rafael Sanzio nasceu em Urbino, região de Marche, em 1483. Filho de Giovanni Santi, poeta e pintor na corte de Urbino, recebeu de seu pai as primeiras lições de desenho e pintura. Segundo Vasari, já muito cedo seu pai decide enviá-lo para ser aprendiz no ateliê de Pietro Perugino, mestre famoso na região da Úmbria. A informação tende a ser posta em dúvida pela historiografia recente. Sabe-se que sua mãe falece em 1491 e Giovanni três anos depois, deixando Rafael órfão aos onze anos. É, de toda forma, praticamente consensual a hipótese de que o pintor já se encontra em Perúgia por volta de 1500, trabalhando como colaborador no ateliê de Perugino. A certeza vem da evidente influência exercida pela estética de Perugino em sua obras de juventude e das similaridades de suas composições e técnicas pictóricas.

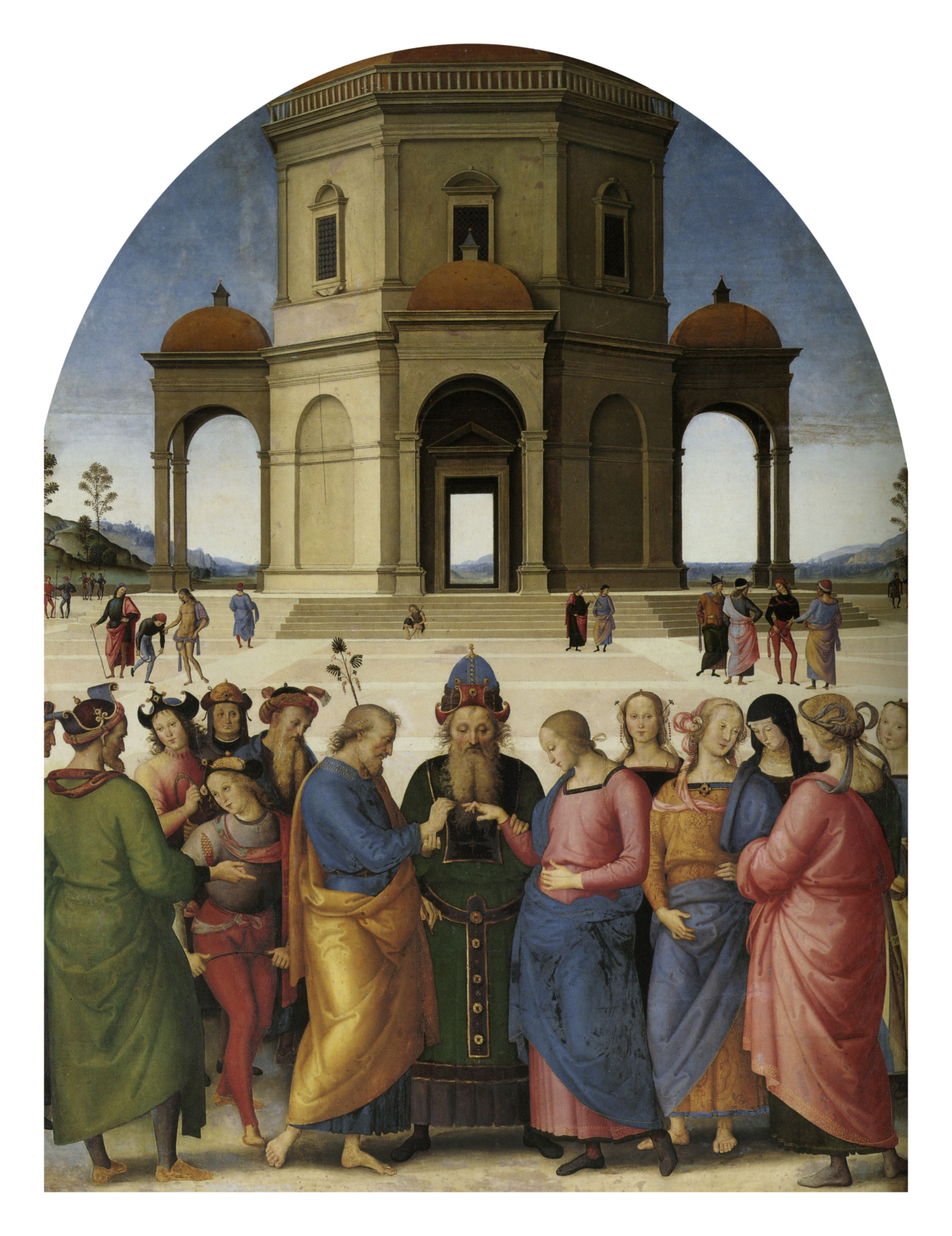
Perugino. Casamento da Virgem, 1500-1504. Museu de Belas Artes, Caen.
A composição de Rafael de 1504 remete ao modelo desenvolvido por Perugino décadas antes para um afresco na Capela Sistina.

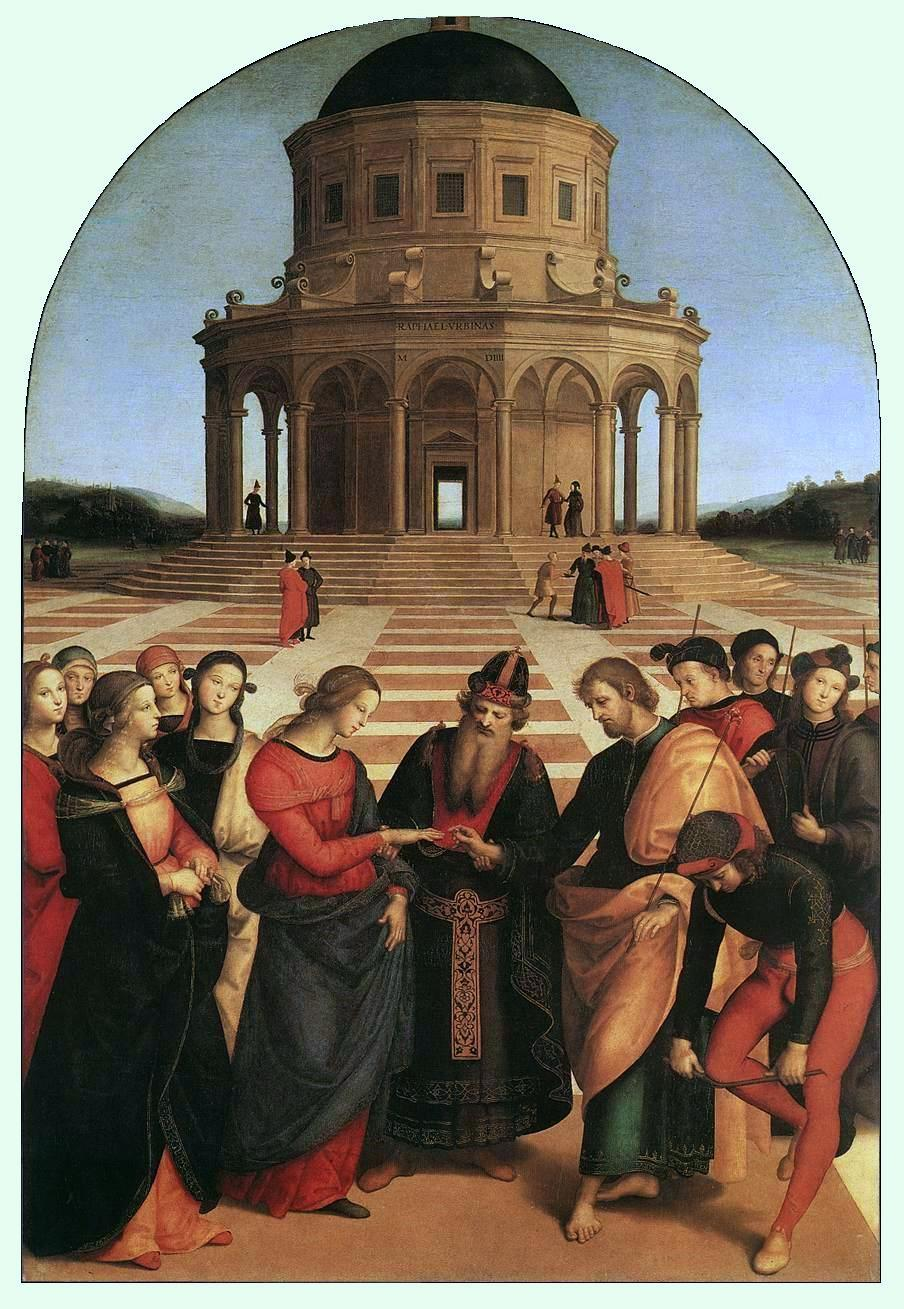
Rafael. Casamento da Virgem, 1504. Pinacoteca di Brera, Milão.
Sobre a versão de Rafael, Jacob Burckhardt registraria que o jovem "pintou como Perugino deveria ter pintado".

Perugino obteve grande êxito como artista e empresário. Comandava um grandioso e prolífico ateliê, com dezenas de auxiliares, que atendia a crescente demanda de seu círculo de compradores. Normalmente, as encomendas recebidas eram executadas em um processo colaborativo, cujas fases de trabalho eram distribuídas entre o mestre e os discípulos. O processo se iniciava pela criação de esboços compositivos e dos estudos de detalhes, passando a seguir a criação dos cartões de transferência e, enfim, à transposição do desenho para o suporte (painéis de madeira, telas, paredes) e à execução pictórica propriamente dita. Quando a encomenda era um retábulo para uma capela ou igreja, era bastante freqüente que o mestre deixasse aos discípulos a execução da predela, isto é, do friso inferior do retábulo, com cenas acessórias à do painel principal.
Aos 16 ou 17 anos (1499-1500), Rafael recebe suas primeiras encomendas independentes para a cidade vizinha de Città di Castello. Pouco tempo depois, encontra-se estabelecido como mestre: sua primeira encomenda documentada, um retábulo para a capela Baronci de San Nicola da Tolentino (1500-1501) já o registra sob este título. Nos anos seguintes, além de outros retábulos, como as palas Mond, (1502-1503), Oddi (1502-1504) e Colonna (1504-1505), Rafael pintou um número considerável de pequenos quadros, entre retratos, madonas, temas religiosos e mitológicos, destinados a uso privado.[carece de fontes?]
Todas essas primeiras obras de Rafael evidenciam a forte influência de Perugino na poética, na composição e no tratamento pictórico. Sem embargo, é igualmente perceptível nestas obras um tímido, porém progressivo distanciamento da vertente estética de seu mestre, por meio da incorporação de elementos inspirados nas obras de Luca Signorelli e Pinturicchio, artistas consagrados na região – e rivais de Perugino. Este é um padrão de comportamento freqüentemente presente na obra de Rafael. Nas palavras de Christof Thoenes, o pintor "[...] fará seu o que sabem fazer os outros, mas não para copiá-los, e sim para chegar mais adiante. Não se trata de fazer outra coisa, mas sim de fazê-la melhor; por novos caminhos chega a compreender melhor o que queria seu predecessor."

### A Ressurreição Kinnaird
Não se sabe ao certo a data em que a Ressurreição Kinnaird foi produzida. Para Suida, a obra dataria dos anos 1502-1503. Roberto Longhi e De Vecchi antecipam a data para 1501-1502. Camesasca, por sua vez, data a obra da mais densa fase perugiana de Rafael, isso é, 1499-1500. De qualquer forma, há consenso quanto ao fato da obra ser um dos primeiros óleos conhecidos do artista, inserindo-se plenamente no contexto de sua produção juvenil. Isto é confirmado ainda pela cronologia dos estudos preparatórios para a obra, desde muito cedo datados entre 1499 e 1503.

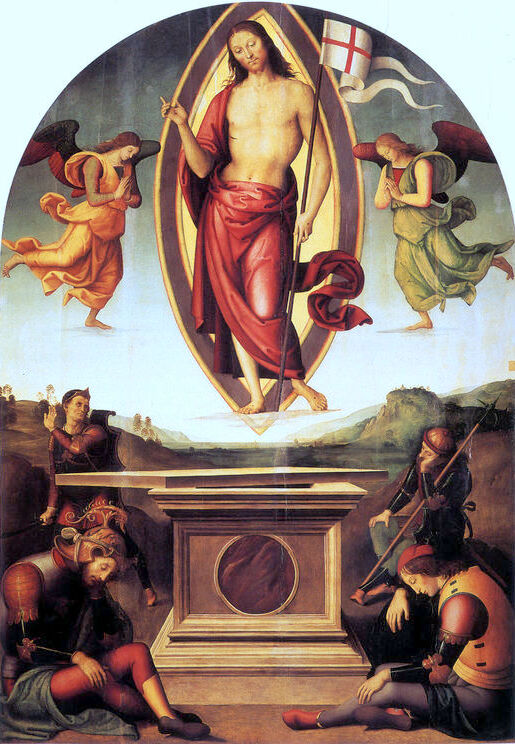
Perugino. Ressurreição de Cristo, c. 1499. Museus Vaticanos.

Rafael jamais escreveu sobre sua arte e são raros os registros documentais de sua produção, o que torna difícil determinar a função da pintura. É bastante verossímil a hipótese de que a obra seja um elemento de uma predela desconhecida, como atesta o seu pequeno formato (52 x 44 cm) - possivelmente executada por Rafael como complemento de um retábulo encomendado ao ateliê de Perugino. Não se deve descartar, de toda forma, a possibilidade de que a Ressurreição Kinnaird seja uma obra independente, talvez o primeiro dos quadros de pequeno formato de uso privado, pintados pelo artista em sua juventude. Em 1955, William Suida conseguiu decifrar uma das inscrições que se encontram no verso da Ressurreição, reconhecendo o nome de Gioacchino Mignanelli, membro de uma importante família de Siena e, possivelmente, o primeiro proprietário da obra.
Para Roberto Longhi, a Ressurreição Kinnaird seria uma das obras remanescentes do Retábulo de San Nicola da Tolentino, a primeira encomenda documentada de Rafael, produzida a pedido da família Baronci. A obra foi parcialmente destruída por um terremoto em 1789, e quatro de seus fragmentos encontram-se hoje dispersos por museus da Europa. A associação se apóia nas similaridades entre as figuras da Maria Madalena no painel do MASP e da Virgem Maria do retábulo supracitado.
Os elementos formais e estilísticos presentes na composição confirmam as intercorrências entra a obra de Rafael e a de Perugino. A Ressurreição Kinnaird guarda muitas similaridades com uma outra Ressurreição de Cristo, encomendada a Perugino pela igreja de San Francesco al Prato, em Perúgia (atualmente conservada nos Museus Vaticanos). É perfeitamente possível que o jovem aprendiz tenha então reinterpretado a composição de seu mestre, como faria outras vezes ao longo de sua vida (notadamente em seu célebre Casamento da Virgem, em que retoma a composição de Perugino, mas alongando as figuras, acentuando a perspectiva e reformulando os elementos arquitetônicos).
Na Ressurreição de Rafael, no entanto, é perceptível a preocupação com o movimento e com a orquestração compositiva, o que parece indicar o conhecimento de elementos da arte florentina. A obra parece ser efetivamente uma das primeiras em que se notam duas das tendências que acompanharão Rafael ao longo de sua produção: a prática de incorporar e reinterpretar a estética de outros mestres e a preocupação com o equilíbrio e com a animação rítmica de suas composições - características que o afastarão gradualmente da influência de Perugino.

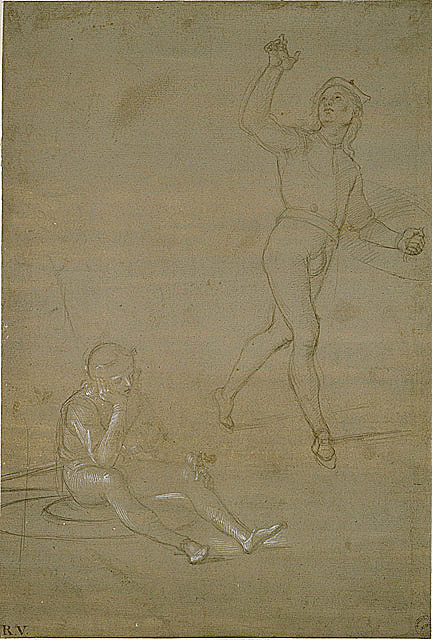
Rafael. Estudo de Dois Soldados para a Ressurreição de Cristo. Ashmolean Museum, Oxford

### Estudos preparatórios
Para a obra em pauta, Rafael parece ter executado ao menos três desenhos preliminares, com esboços dos soldados e da figura do Cristo. Destes, dois encontram-se conservados no Ashmolean Museum de Oxford. Foram atribuídos a Rafael por Robinson em 1870 e aceitos de forma praticamente consensual pela literatura posterior. Datados alternadamente entre 1499 e 1503, esses desenhos eram inicialmente considerados como estudos preparatórios para a supracitada Ressurreição de Cristo de Perugino, para a qual Rafael teria colaborado extensamente, segundo o senso comum.
Em 1927, Regteren van Altena vinculou os dois desenhos de Oxford à Ressurreição Kinnaird, o que mais tarde forneceria a Pietro Maria Bardi elementos suficientes para propor a atribuição da obra a Rafael, dando início a um longo debate acerca da função desses desenhos.[carece de fontes?]
Um terceiro desenho, com estudos para a figura de Cristo, encontra-se conservado na Biblioteca Olivariana, em Pesaro. Assinado pelo pintor, o desenho foi descoberto apenas recentemente por Anna Forlani Tempesti, que imediatamente o vinculou à Ressurreição Kinnaird.

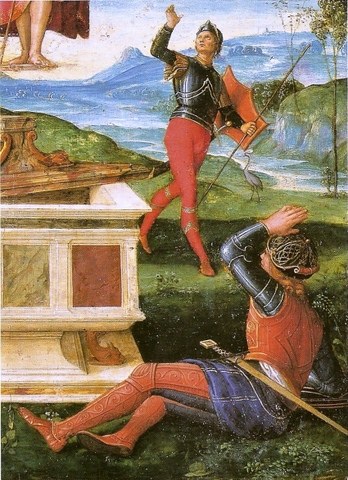
Detalhe dos soldados da Ressurreição Kinnaird.

## Descrição da obra
Na Ressurreição Kinnaird Cristo ergue-se sobre um pomposo sarcófago, adornado com golfinhos dourados. Os guardiões, imersos em uma singular mistura de cores fortes e luminosas, contorcem-se de espanto ao presenciar o fenômeno sagrado, em marcante contraste à presença calma e linear do messias na parte central da composição. Rafael utiliza-se do desenho e da simetria para forjar um ambiente complexo e amplamente detalhado, ao mesmo tempo em que se esforça para garantir que todos os pormenores da composição conduzam o olhar do espectador à figura do Cristo.[carece de fontes?]
O equilíbrio da obra é obtido através da geometrização ideal da composição: o retângulo central da tumba expande-se em um outro, que circunscreve os quatro soldados. A posição diagonal da tampa do sarcófago, por sua vez, traça as linhas que ligam as personagens, quer no sentido longitudinal, quer no sentido da largura. A animação rítmica da imagem é obtida a partir do gesto de alçar o braço – desencadeado no guardião sentado, à esquerda, até a figura do Cristo -, como se a orquestração compositiva correspondesse a um único movimento. A pequena escala da obra é contrabalanceada pelo acorde interno das personagens, dispostos em uma peculiar configuração espacial que parece dilatar a composição.
Esta singular habilidade no manejo estrutural da composição torna-se evidente também na análise individual das figuras que compõem a cena. O guardião em pé, à direita, retomado de um dos desenhos preparatórios do museu de Oxford, executa um "gracioso rodopio ascendente". Esse efeito espacial é obtido por meio do deslocamento da perna do personagem para trás, movimento que ressoa no alçar do braço oposto e na rotação da cabeça, que fixa seu olhar no Cristo ressuscitado. Este encontra-se na metade superior do painel, exatamente sobre o eixo vertical central do quadro. É sobretudo nesse intricado jogo estrutural que se percebe claramente a mão de Rafael, como observa J. Barone:
| “ | Trata-se de uma qualidade essencialmente coreográfica já evidente no 'assassino' da predella Raleigh (O Milagre de São Jerônimo que Salva Silvano e Pune Sabiniano, North Carolina Museum of Art), posteriormente desenvolvida no São Miguel Arcanjo (Louvre, Paris) e maximizada na figura de 'Heliodoro' (Expulsão de Heliodoro do Templo, Stanza di Eliodoro, Vaticano). A preocupação com o ponto de equilíbrio figura-espaço circundante, traduzida em uma leve e graciosa estrutura estelar, é uma qualidade tipicamente rafaelesca, alheia ao universo úmbrio, como alheia a esse universo é também a pronunciada perspectiva da tumba e, enfim, a orquestração espacial da obra. | ” |

## Aspectos formais e estilísticos

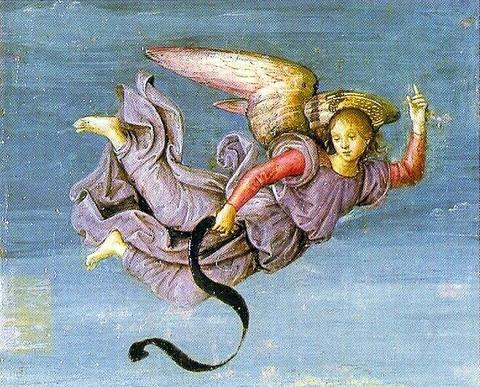
Detalhe de anjo da Ressurreição Kinnaird: a orquestração da cena denota influência da arte florentina.

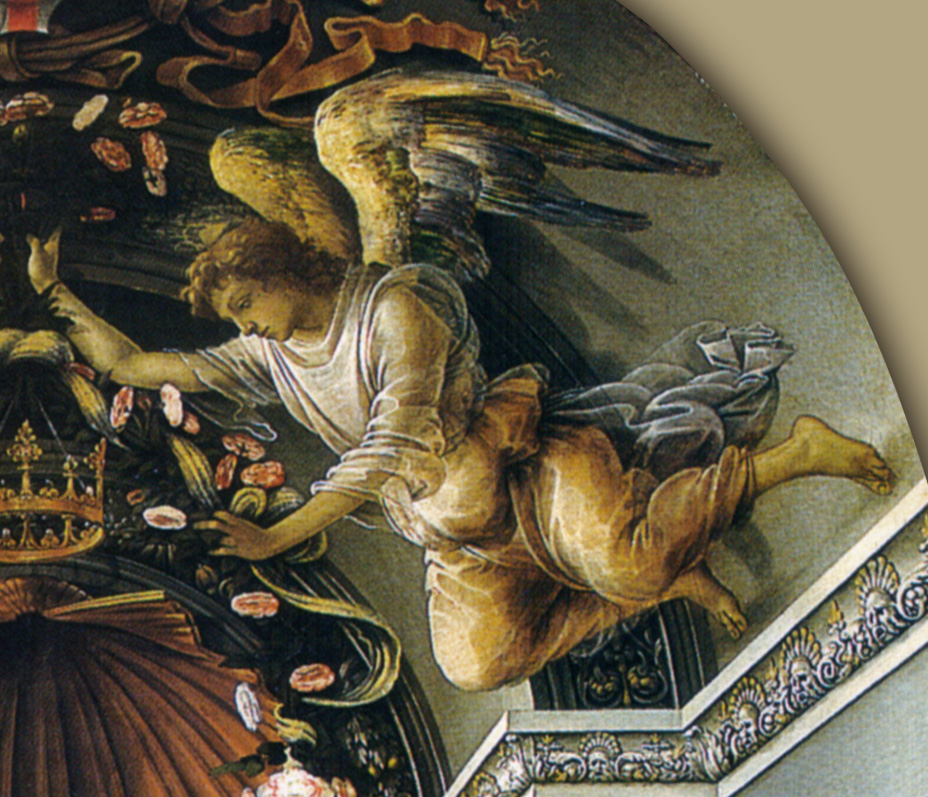
Filippino Lippi. Detalhe de anjo do Retábulo degli Otto. (Galleria degli Uffizi, Florença).

A vinculação da Ressurreição Kinnaird aos desenhos conservados no Ashmolean Museum fomentou o debate sobre a possibilidade de participação de Rafael nas obras de Pietro Perugino, ao evidenciar a proximidade estilística entre a obra de Rafael e a Ressurreição do Vaticano. A estas duas, somam-se outras pinturas de mesmo tema, todas de evidente inspiração peruginiana, como a predela do políptico da Ascensão de Cristo, no Museu de Rouen e uma terceira Ressurreição, conservada em uma coleção particular de Londres.
O ambiente artístico da Perúgia ecoa em diversos elementos da pintura, especialmente no que tange ao tratamento decorativo. São evidentes as "divagações técnicas" emprestadas de mestres da Úmbria, a começar pela intensa luminosidade do painel, acentuada pelo uso de cores fortes e brilhantes. Pinturicchio e Melozzo da Forlì parecem fornecer a inspiração para os rebuscados ornamentos que cobrem a tampa do sarcófago e as armaduras dos soldados. A preocupação com o domínio do escorço (sobretudo no sarcófago) e a granulação luminosa da vegetação são também tributárias da poética de Pinturicchio.
Tomando-se como referência a datação antecipada proposta por Camesasca para a Ressurreição Kinnaird, os vínculos entre a pintura e as demais representações do episódio mencionadas acima (atribuídas com maior ou menor segurança a Perugino e a seu ateliê) tornam-se perfeitamente inteligíveis. Apesar dessa constatação, a Ressurreição Kinnaird apresenta uma série de características singulares em relação a estas, tanto na construção individual dos personagens, quanto na construção compositiva da cena, que já denotam um afastamento da influência de Perugino.
Estudos recentes apontam que a obra evidencia certo conhecimento por parte de Rafael do ambiente artístico florentino, observável sobretudo nas afinidades entre o Cristo da Ressurreição Kinnaird e o de Luca della Robbia no Duomo de Florença (inspirado, por sua vez, no Cristo da Ressurreição Careggi, atribuído ao ateliê de Verrocchio, atualmente no Museu do Bargello). Da mesma forma, os anjos da obra do MASP parecem possuir certa semelhança com dois modelos em terracota de Verrocchio, conservados no Museu do Louvre, e com os anjos em voo presentes no retábulo da sala degli Otto, de autoria de Filippino Lippi (Galleria degli Uffizi, Florença).
A hipótese ganha força ao analisar as considerações de Dal Pogetto, segundo quem, por volta de 1500, o universo pictórico de Rafael já era, "rico de experiências muito mais vastas e complexas que os exemplos estreitamente peruginescos, aos quais alguns gostariam de restringir sua formação", acrescentando que "faz-se necessário pressupor o conhecimento, por parte de Rafael, de uma alternativa, ou seja, de uma arte tendente ao movimento, como a florentina.” Segundo Barone, a Ressurreição Kinnaird parece ser uma das primeiras obras onde é possível observar este vínculo.

## Atribuição

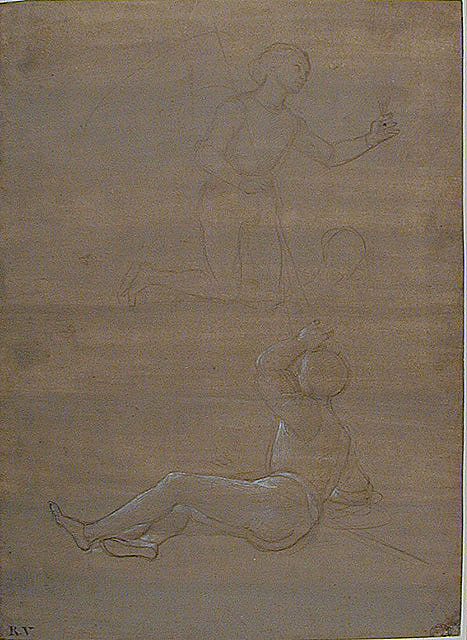
Rafael. Estudos de Soldado da Ressurreição de Cristo e de um Anjo. Ashmolean Museum, Oxford

### De von Bode a Berenson
A mais antiga referência conhecida vinculando a Ressurreição Kinnaird a Rafael partiu de Wilhelm von Bode, em 1880. O historiador alemão escreveu uma carta a Giovanni Cavalcaselle, informando-lhe que havia visto a pintura na coleção de Lord Kinnaird, em Rossie Priory (Perthshire), na Escócia. Cavalcaselle anota a informação recebida de von Bode em seu Raffaello, de 1884. Sem conhecer a pintura, no entanto, prefere não tomar partido quanto à atribuição.
Em 1921, Umberto Gnoli sugeriria o nome de Mariano di Ser Austerio como possível autor do painel, mas retira a atribuição já em 1923. Pouco tempo depois, após uma visita a Rossie Priory, Regteren van Altena toma conhecimento da obra. Em comunicação oral a Oskar Fischel, feita em 1927, relaciona a obra aos desenhos preparatórios de Rafael conservados em Oxford, contrariando a tradicional vinculação dos estudos à Ressurreição Vaticana, de Perugino.[carece de fontes?]
A obra só voltaria a ter registro literário quase vinte anos depois, em 1946 - tempo suficiente para que sua linha bibliográfica seja perdida. Nesse ano, reaparece em um catálogo editado pela Christie's. É então analisada por Bernard Berenson, reputado historiador norte-americano, que a atribui a um seguidor anônimo de Perugino. Quando a obra foi ofertada à National Gallery pouco tempo depois, a opinião de Berenson, então peremptória no círculo londrino, bastaria para que o museu recusasse sua compra.[carece de fontes?]

### Aquisição pelo MASP
No domingo de Páscoa de 1954, a obra é adquirida pelo Museu de Arte de São Paulo. Pietro Maria Bardi e Assis Chateaubriand encontravam-se em Nova York, acompanhados de Walther Moreira Salles, quando foram procurados por Walter J. Leary, funcionário da Knoedler Gallery. Leary apresentou a obra como um Rafael, pedindo um preço elevado e informando aos interessados que outro museu já tinha se decidido pela compra no momento em que desistissem. Sem conhecer a pintura, Bardi pede para verificar a documentação, mas não encontra nenhuma informação sobre a procedência do painel. Pressionado por Chateaubriand e Moreira Salles, comprometidos com um almoço de negócios, analisa a pintura por aproximadamente uma hora. Segundo Bardi:
| “ | Eu estava completamente no escuro. Era a primeira vez na minha vida que enfrentava um caso tão repleto de incertezas. Porém meu pendor por uma conclusão definitiva transparecia em meus olhos. Procedi, como dizem certos experts, 'pelo faro'. Quando os brasileiros foram se retirando para o almoço, fiz sinal positivo a Assis. A pintura era do Masp. Moreira Salles foi um de seus doadores. | ” |

Nesse mesmo ano seria organizada a exposição do acervo do MASP na Tate Gallery, em Londres. Bardi então comunicou aos diretores do museu a recente aquisição, com o objetivo de incluir o painel na mostra. Enfrentou a pronta resistência dos londrinos que, convictos na atribuição de Bernard Berenson, julgavam a inclusão da obra na exposição com a atribuição a Rafael como ato temerário e imprudente. Como maneira de conciliar as opiniões, chegou-se a um meio termo: decidiu-se anotar no catálogo da mostra que a atribuição era de inteira responsabilidade do diretor do museu brasileiro, o que, no entanto, não impediu que se registrassem ácidas críticas dos historiadores ingleses.[carece de fontes?]

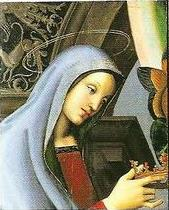
Rafael. Abençoada Virgem Maria, 1500-1501. Fragmento do retabulo de San Nicola da Tolentino

Seguindo resoluto em sua atribuição a Rafael, Bardi começou a pesquisar a procedência da obra na própria capital inglesa. Em pouco tempo, conseguiu restabelecer a linha bibliográfica perdida décadas antes, tomando ciência da informação de von Bode anotada por Cavalcaselle e da vinculação dos desenhos de Oxford à Ressurreição Kinnaird, feita por Regteren van Altena. A "descoberta" reafirmou a convicção de Bardi quanto à autoria, mas teve poucos efeitos práticos nos críticos europeus: quando a obra foi exposta no Palazzo Reale de Milão, a situação se complicou, registrando-se, segundo Bardi, "insinuações nas quais a descompostura superava a ignorância”. Chegou-se a por em dúvida até mesmo se a pintura exposta era de fato aquela de Rossie Priory.

### Roberto Longhi e crítica contemporânea
O debate ocasionado pelo restabelecimento das fontes bibliográficas da Ressurreição Kinnaird não se limitou à pintura: a vinculação dos desenhos preparatórios de Rafael à obra do MASP dividiria a crítica europeia. Parte dos estudiosos (Dussler, Beccherucci) acredita que os desenhos teriam servido de estudos preliminares para as duas ressurreições (MASP e Vaticano), e outra parte os associa exclusivamente à Ressurreição de São Paulo (Longhi, Parker, De Vecchi entre outros).

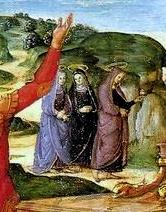
Detalhe das "sagradas mulheres" da Ressurreição Kinnaird

A discussão começava a tomar novos rumos, mas a atribuição do painel permanecia controversa. Os críticos europeus e norte-americanos só dariam crédito à opinião de Bardi após o posicionamento de Roberto Longhi, à época já consensualmente tido como um dos maiores especialistas em pintura do renascimento. Em visita à exposição do MASP no Palazzo Reale, procurou Bardi e lhe disse: “Hai comperato un bellissimo Raffaello” (“compraste um belíssimo Rafael”). À época, a ratificação de Longhi serviria efetivamente como um "ponto e basta" na discussão: a atribuição foi imediatamente aceita por Ragghianti e confirmada por Suida.
No ano seguinte, Longhi reitera a atribuição e associa a obra ao mencionado retábulo da capela Baronci, apoiando-se na semelhança entre as figuras da Maria Madalena da Ressurreição Kinnaird e da Virgem Maria do retábulo. Seu longo ensaio abordando a obra, intitulado “Percorso di Raffaello Giovane” granjearia à pintura certa consagração. Nos anos seguintes, a autoria de Rafael seria confirmada pela quase totalidade da crítica especializada (Parker, Dussler, Forlani Tempesti, De Vecchi, Camesasca, Ferino-Pagden, entre outros).
Em 1992, Anna Forlani Tempesti anunciou a descoberta de um desenho com estudos de uma figura de Cristo, assinado por Rafael e conservado na Biblioteca Oliveriana, em Pesaro, Itália. Com base nas similaridades das composições, Forlani Tempesti vinculou os estudos de Rafael ao Cristo da Ressurreição Kinnaird. Em 2003, a historiadora Carol Plazzotta, responsável pela retrospectiva das obras da juventude de Rafael, sediada na National Gallery de Londres entre outubro de 2004 e janeiro de 2005, viajou a São Paulo para examinar o painel do MASP, apresentado na mostra. Na opinião de Plazzotta:
| “ | Essa bela pintura, aqui aceita como um trabalho de Rafael, ainda está por ganhar aceitação universal na literatura acadêmica, em especial porque raramente foi vista, tendo permanecido em locais remotos por quase toda a sua história. A recente descoberta de estudos assinados é uma prova conclusiva da autoria do jovem artista. | ” |

## Proveniência
A Ressurreição de Cristo provavelmente integrou a coleção de Gioacchino Mignanelli, membro de uma importante família de Siena e, na opinião de Suida, o primeiro proprietário da obra. A localização do painel no período anterior ao século XIX é desconhecida. Em 1880, a obra é registrada na coleção de Lord Kinnaird, de quem adveio seu título alternativo, em Rossie Priory, condado de Perthshire, na Escócia.
Em 1946, é registrada em um catálogo da Christie's, sendo nesse mesmo ano vendida a um colecionador particular. Em 1954, Walter J. Leary, funcionário da Knoedler Gallery, é encarregado de vender a obra a pedido de um marchand anônimo. É adquirida pelo MASP nesse mesmo ano, com recursos providos por vários doadores (Walther Moreira Salles, Ciccillo Matarazzo, Diários e Emissoras Associados, Gastão Vidigal Filho, etc.).

### Exposições
A pintura integrou a turnê de obras do MASP por museus europeus e norte-americanos, realizada entre 1954 e 1957. Por ocasião da mostra itinerante, foi exposta na Tate Gallery de Londres, no Palazzo Reale de Milão, no Musée de l'Orangerie, em Paris e no Kunsthalle Museum de Düsseldorf. Nos Estados Unidos, foi vista no Metropolitan Museum of Art de Nova York e no Museu de Arte de Toledo, em Ohio. Em 1987, participou de um ciclo de exposições em museus de Milão, Martigny e Berlim. Entre outubro de 2004 e janeiro de 2005, a obra figurou na retrospectiva Raphael: From Urbino to Rome, realizada pela National Gallery de Londres.